# Redis Labs
 (mai 2025).
La mise en forme du texte ne suit pas les recommandations de Wikipédia : il faut le « wikifier ».
Les points d'amélioration suivants sont les cas les plus fréquents :
- Les titres sont pré-formatés par le logiciel. Ils ne sont ni en capitales, ni en gras.
- Le texte ne doit pas être écrit en capitales (les noms de famille non plus), ni en gras, ni en italique, ni en « petit »…
- Le gras n'est utilisé que pour surligner le titre de l'article dans l'introduction, une seule fois.
- L'italique est rarement utilisé : mots en langue étrangère, titres d'œuvres, noms de bateaux, etc.
- Les citations ne sont pas en italique mais en corps de texte normal. Elles sont entourées par des guillemets français : « et ».
- Les listes à puces sont à éviter, des paragraphes rédigés étant largement préférés. Les tableaux sont à réserver à la présentation de données structurées (résultats, etc.).
- Les appels de note de bas de page (petits chiffres en exposant, introduits par l'outil «  Source ») sont à placer entre la fin de phrase et le point final[comme ça].
- Les liens internes (vers d'autres articles de Wikipédia) sont à choisir avec parcimonie. Créez des liens vers des articles approfondissant le sujet. Les termes génériques sans rapport avec le sujet sont à éviter, ainsi que les répétitions de liens vers un même terme.
- Les liens externes sont à placer uniquement dans une section « Liens externes », à la fin de l'article. Ces liens sont à choisir avec parcimonie suivant les règles définies. Si un lien sert de source à l'article, son insertion dans le texte est à faire par les notes de bas de page.
- La présentation des références doit suivre les conventions bibliographiques. Il est recommandé d'utiliser les modèles {{Ouvrage}}, {{Chapitre}}, {{Article}}, {{Lien web}} et/ou {{Bibliographie}}. Le mode d'édition visuel peut mettre en forme automatiquement les références.
- Insérer une infobox (cadre d'informations à droite) n'est pas obligatoire pour parachever la mise en page.

Pour une aide détaillée, merci de consulter Aide:Wikification.
Si vous pensez que ces points ont été résolus, vous pouvez retirer ce bandeau et améliorer la mise en forme d'un autre article.
Redis Ltd. (anciennement Redis Labs, Garantia Data) est une entreprise privée américaine de logiciels informatiques dont le siège social est situé à Mountain View, en Californie. Redis est le sponsor de la base de données NoSQL en mémoire à code source accessible portant le même nom, ainsi que le fournisseur du logiciel Redis Enterprise, de services cloud et d’outils destinés aux entreprises mondiales. Le centre de recherche et développement de l’entreprise est basé à Tel Aviv, et elle dispose également de bureaux à Londres, Austin et Bengaluru,.

## Historique
Redis Ltd. a été fondée sous le nom de Garantia Data en 2011 par Ofer Bengal, auparavant fondateur et PDG de RiT Technologies, et Yiftach Shoolman, auparavant fondateur et président de Crescendo Networks, acquise par F5 Networks,.
En juin 2012, la société a annoncé une version bêta de ses services cloud lors du Structure LaunchPad de GigaOm,. Redis Enterprise Cloud est devenu généralement disponible en février 2013,.
En octobre 2013, Garantia Data a acquis MyRedis, un fournisseur concurrent de services Redis hébergés. Le 29 janvier 2014, la société a changé son nom de Garantia Data à Redis Labs.
Début 2015, Redis Labs a rendu disponible le Redis Enterprise Pack. Le 15 juillet 2015, le créateur de Redis et développeur principal, Salvatore Sanfilippo, a rejoint Redis Labs, qui est devenu le sponsor officiel du projet open source.
En mai 2016, la société a annoncé un mécanisme permettant aux développeurs d'étendre Redis, et a ouvert une place de marché en ligne proposant des modules certifiés pour fonctionner avec Redis open source et les produits Redis Enterprise.
En août 2018, la société a modifié la licence de ses modules Redis, passant de l'AGPL à la licence Apache 2 modifiée avec la Commons Clause.
En février 2019, la société a changé la licence de ses modules Redis pour adopter la Redis Source Available License (RSAL).
En avril 2019, la société a acquis RDBTools, une interface graphique (GUI) permettant de gérer Redis, développée par HashedIn. Plus tard dans l'année, elle a lancé cet outil sous le nom de RedisInsight, avec des capacités étendues pour visualiser les données des modules Redis.
Salvatore Sanfilippo a quitté ses fonctions de mainteneur principal de Redis fin juin 2020, laissant le projet entre les mains de Redis Labs. Le 11 août 2021, la société a changé de nom, passant de Redis Labs à Redis, après avoir acquis les droits de propriété intellectuelle et les marques Redis auprès de Sanfilippo dès 2018.
Le 20 mars 2024, la société est revenue sur sa promesse de maintenir la licence BSD à 3 clauses et a basculé le projet open source Redis vers un modèle de licence à code source accessible.
Entre le 15 juin et le 14 juillet 2024, Redis a transféré son siège social de Mountain View (Californie) à San Francisco (Californie), au 303 2nd St, North Tower Ste 525,,.
La plateforme Redis Enterprise de la société est actuellement utilisée par des entreprises telles que Capital One, Dick's Sporting Goods et Kabam.

## Financement
L'entreprise a obtenu 4 millions de dollars en capital d'amorçage de la part de business angels en août 2012, puis 9 millions de dollars supplémentaires lors d'un tour de table de série A mené par Bain Capital Ventures et Carmel Ventures (aujourd'hui connu sous le nom de Viola Ventures),, puis 15 millions de dollars en série B, mené par les investisseurs existants ainsi que Silicon Valley Bank, et encore 14 millions en série C avec les mêmes investisseurs.
En août 2017, Redis Labs a levé 44 millions de dollars en série D, dirigée par Goldman Sachs Private Capital Investing, et en février 2019, 60 millions en série E avec Francisco Partners comme investisseur principal, ainsi que les investisseurs historiques,.
Un financement de série F a été conclu en août 2020, ajoutant 100 millions de dollars, avec l’entrée de TCV en tant que nouvel investisseur. Un autre financement de 110 millions a été levé en avril 2021 dans le cadre d’une série G, dirigée par Tiger Global, avec la participation du SoftBank Vision Fund 2. Redis a levé à ce jour un total net de 347 millions de dollars.

## Partenariats
| Partenariat     | Année        |
| --------------- | ------------ |
| Pivotal         | Juin 2017    |
| Red Hat         | Octobre 2018 |
| Google Cloud    | Avril 2019   |
| Microsoft Azure | Mai 2020     |